# Yea
Yea  (1 052 habitants) est une localité de l'État de Victoria en Australie, à 115 kilomètres au nord-est de Melbourne via la Melba Highway. Elle est à la jonction avec la Goulburn Valley Highway (en).
La gare de Yea, aujourd'hui désaffectée, est un patrimoine protégé.

## Personnalité
Lawrence Morgan (1918-1997), cavalier spécialiste du concours complet, double champion olympique à Rome en 1960, est né à Yea.